# توکل‌آباد ۲ (بردسیر)
توکل‌آباد ۲ یک روستا در ایران است که در شهرستان بردسیر واقع شده‌است.